# Велика награда Бахреина
Велика награда Бахреина је трка у оквиру шампионата Формуле 1.

## Историја
Изградња стазе у Бахреину је почела 2002. године.
Када се 2004. године одржала прва Велика награда Бахреина, трка је ушла у историју Формуле 1 као прва ВН вожена на Блиском истоку.
Та трка је добила признање „Најбоље организована трка“ од стране ФИА.
Каректеристика стазе су велике зоне за излетање.
Неки су то критиковали, јер се тиме не кажњавају возачи за излетање са стазе.
Са друге стране, то спречава наношење песка на саму стазу.
Возачи на крају трке не добијају шампањац, иако је алкохол у Бахреину дозвољен за разлику од неких других блискоисточних земаља.
Уместо шампањца они добијају розе неалкохолни напитак.

## Победници трка
| Година | Возач            | Конструктор |
| ------ | ---------------- | ----------- |
| 2022   | Шарл Леклер      | Ферари      |
| 2021   | Луис Хамилтон    | Мерцедес    |
| 2020   | Луис Хамилтон    | Мерцедес    |
| 2019   | Луис Хамилтон    | Мерцедес    |
| 2018   | Себастијан Фетел | Ферари      |
| 2017   | Себастијан Фетел | Ферари      |
| 2016   | Нико Розберг     | Мерцедес    |
| 2015   | Луис Хамилтон    | Мерцедес    |
| 2014   | Луис Хамилтон    | Мерцедес    |
| 2013   | Себастијан Фетел | Ред бул     |
| 2012   | Себастијан Фетел | Ред бул     |
| 2011   | Отказано         | Отказано    |
| 2010   | Фернандо Алонсо  | Ферари      |
| 2009   | Џенсон Батон     | Брон ГП     |
| 2008   | Фелипе Маса      | Ферари      |
| 2007   | Фелипе Маса      | Ферари      |
| 2006   | Фернандо Алонсо  | Рено        |
| 2005   | Фернандо Алонсо  | Рено        |
| 2004   | Михаел Шумахер   | Ферари      |